# Лао Ліхуей
Лао Ліхуей (4 квітня 2001) — китайська плавчиня.
Призерка Азійських ігор 2018 року.